# Jimmy Douglas (futbolista canadiense)
Jimmy Douglas (Falkirk; 6 de octubre de 1948) es un excentrocampista y entrenador de fútbol escocés-canadiense. Jugó en la North American Soccer League y trece partidos con la selección canadiense.

## Trayectoria
Se mudó a Canadá en 1964 cuando tenía dieciséis años. Casi de inmediato comenzó a jugar para St. Catharines Heidelberg en la National Soccer League y en 1970 estaba en el primer equipo.
En 1974, jugó en la Liga de Fútbol de América del Norte con los Metros de Toronto antes de regresar a St. Catharines Heidelberg por una temporada y a Hamilton Croatia también por un año.
En 1977, jugó con los rivales de la liga Toronto First Portuguese. Firmó con St. Catharines Roma Wolves para la temporada de 1978 y fue nombrado capitán del equipo.
Más tarde fue incluido en el Salón de la Fama del Deporte de St. Catharines, se convirtió en entrenador de St. Catharines Roma Wolves y se desempeñó como su gerente general al menos en 2002 y 2003.

## Selección nacional
Fue capitán durante los Juegos Olímpicos de 1976, atrayendo la atención internacional cuando anotó un gol en los últimos minutos contra la Unión Soviética. También anotó gol en la derrota 1-3 ante Corea del Norte.

### Participaciones en Juegos Olímpicos
| Torneo                   | Sede     | Resultado    |
| ------------------------ | -------- | ------------ |
| Juegos Olímpicos de 1976 | Montreal | Primera fase |

## Clubes
| Club                       | País   | Año       |
| -------------------------- | ------ | --------- |
| St. Catharines Heidelberg  | Canadá | 1970-1976 |
| Toronto Metros (cesión)    | Canadá | 1974      |
| Hamilton Croatia           | Canadá | 1976      |
| Toronto First Portuguese   | Canadá | 1977      |
| St. Catharines Roma Wolves | Canadá | 1978      |